# Hédi Berkhissa
Hédi Berkhissa, detto Balha (Kerkennah, 28 giugno 1972 – Tunisi, 4 gennaio 1997), è stato un calciatore tunisino, di ruolo difensore.
È noto anche come Hédi Berrekhissa.
Morì il 4 gennaio 1997 a soli 24 anni per un infarto miocardico acuto durante una partita amichevole contro l'Olympique Lyonnais.

## Carriera
A 18 anni arriva all'Espérance Sportif de Tunis dopo aver giocato da ragazzo in Francia. Gioca il suo primo incontro da professionista il 31 gennaio 1991 e segna il suo primo gol il 24 aprile 1994. Vincitore della coppa di Tunisia nel 1991 ha anche conquistato una Coppa araba, una Coppa dei Campioni africana, una Supercoppa d'Africa  una Coppa afro-asiatica oltre che tre campionati tunisini.
Vanta anche 26 presenze e 6 gol con la sua Nazionale con cui nel 1996 ha raggiunto una finale di Coppa d'Africa poi persa per 2-0 contro il Sudafrica.

## Palmarès

### Club

#### Competizioni nazionali
- Campionato tunisino: 3

Espérance: 1991, 1993, 1994
- Coppa di Tunisia: 2

Espérance: 1991, 1997

#### Competizioni internazionali
- Champions League araba: 1

Espérance: 1993
- CAF Champions League: 1

Espérance: 1994
- Coppa dei Campioni afro-asiatica: 1

Espérance: 1995
- Supercoppa CAF: 1

Espérance: 1995